# Frédéric-Louis Allamand
Pour les articles homonymes, voir Allamand.
Frédéric-Louis Allamand, né vers le 5 février 1736 à Payerne dans le canton de Vaud en Suisse et mort après 1803, est un botaniste suisse.

## Biographie
Il se rend à Leyde aux Pays-Bas en 1749 pour vivre avec son oncle, Jean-Nicolas-Sébastien Allamand, professeur de philosophie et de mathématiques à l'université de Leyde et surtout botaniste de renom. 
Frédéric-Louis commence des études de littérature à l'université de Leyde, mais les interrompt dès 1753 pour entreprendre des études de médecine. En 1760, il devient médecin de la marine hollandaise, ce qui l'amène à se rendre dans les colonies néerlandaises du Suriname et de Guyana. Il quitte ensuite la marine et devient médecin à la cour russe de Catherine II, à Saint-Pétersbourg. Il épouse en 1776 Adriana van Guericke. En 1793, il revient travailler à l'université de Leyde, où il est fait mention de son nom pour la dernière fois dans un document officiel de l'université en 1803. On ignore la date de son décès.
Il correspond avec le naturaliste suédois, Carl von Linné, auquel il envoie un catalogue de plantes resté inédit, le “Genera plantarum Americanarum”, accompagné d'une lettre datée du 3 novembre 1770, dans laquelle il sollicite l'avis de Linné. Il décrit lui-même plusieurs genres de plantes, et la plante Allamanda est nommée ainsi en référence à lui.